# مهر گریگوریان

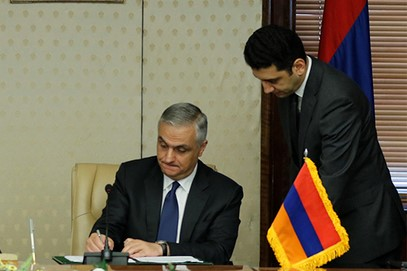

مهر هربرتی گریگوریان (ارمنی: Մհեր Հերբերտի Գրիգորյան؛ زادهٔ ۱۵ فوریهٔ ۱۹۷۲) حقوق‌دان و سیاست‌مدار اهل ارمنستان است که از تاریخ ۱۱ مه ۲۰۱۸ تا کنون در دولت نیکول پاشینیان سمت معاون نخست‌وزیر ارمنستان را برعهده دارد.

## زندگینامه
در ۱۵ فوریهٔ ۱۹۷۲ در آشتاراک به دنیا آمد و از دانشگاه دولتی ایروان فارغ التحصیل شد. وی همچنین برنده نشان آنانیا شیراکاتسی شده است.